# آدم وايسهاوبت
يوهان آدم وايسهاوبت (بالألمانية: Adam Weishaupt) (6 فبراير 1748 - 18 نوفمبر 1830) فيلسوف ألماني، وأستاذ قانون الكنسي في جامعة انغولد شتات ومؤسس منظمة المتنورين، جمعية سرية تأسست في 1 مايو 1776.

## نشاته
ولد آدم وايسهاوبت في 6 فبراير 1748 في إنغولشتات، والده يوهان غيورغ وايسهاوبت (1717-1753) توفي عندما كان آدم عمره حين ذاك خمس سنوات،
بعد وفاة والده كان تحت وصاية يوهان آدم فريهر فون كان بمثابة الأب لآدم، وأستاذًا للقانون في جامعة إنغولشتات. كان إيكستات من دعاة فلسفة كريستيان وولف والتنوير، وقد أثر على الشاب وايشهاوبت بعقلانيته.

## منظمة المتنورين
أسس آدم منظمة المتنورين في 1 مايو 1776 عند حظره لحركة المسيحيين اليسوعيين، وقد أسس منظمة المتنورين على أنها منظمة تعنى بتحسين مهارات التفكير والتعلم وذلك وفق نظريات وأفكار معينه مبنية على الحكمة وحرية التفكير و(تنوير العقل) بنقله من ظلام الجهل إلى نور المعرفة. وقد كانت الحركة في بدايتها تتألف من المفكرين الأحرار وهم الامتداد الطبيعي لحركة التنوير التي سادت في بافاريا، ولقد كان للمتنورين دور رئيسي في أحداث الثورة الفرنسية كما كان لبعض الفلاسفة والماسونية الحرة.
قام آدم وايسهاوبت باختيار (بومة منيرفا) كرمز للمتنورين، وهي آلهة الحكمة لدى الرومان. ثم قام بإنشاء محفل الشرق العظيم Lodge of the Grand) Orient)، وهي محافل ذات طابع ماسوني، لتكون مقر قيادة المنظمة، وبما أن اليسوعيين ذوي نفوذ آنذاك، استغل وايسهاوبت ذلك النفوذ كونه قسًا فقام بحظر حركة المسيحيين اليسوعيين لإنشاء منظمتة وأيضا بسبب حماسه الشديد لأفكار عصر التنوير. وبالرغم من أنه كان قساً، إلا أنه ارتد عن المسيحية.
ألقى آدم وايسهاوبت خطابًا على المتنورين الجدد وقال فيه:
«كل من يريد أن يقدم الحرية العالمية بنشر الوعي العام: ولكن ليس مجرد كلمة وعي, إنها نظرية المعرفة المجردة والتأمل، والمعرفة النظرية، وتفجير طاقة العقل،, ولكن لاشيء لإصلاح القلب". --خطاب آدم وايسهاوبت لتوجيه المتنورين الجدد. (1782)».

## وصلات خارجية
- آدم وايسهاوبت على موقع إن إن دي بي (الإنجليزية)

- A Bavarian Illuminati primer.